# Іонічні острови (периферія)
Іоні́чні острови (грец. Περιφέρεια Ιονίων Νήσων) — периферія сучасної Греції, розташована на однойменних островах в Іонічному морі. Площа 2 307 км², населення 220,10 тисяч чоловік (2005).  Головне місто — Керкіра.
За адміністративним поділом 1997 року, включала номи: Закінф, Керкіра, Кефалінія, Лефкас, які від 1 січня 2011 року являють собою децентралізовані периферійні одиниці.